# Guerra vándala (422)
La guerra vándala del año 422 fue un conflicto bélico ocurrido en el Imperio romano de Occidente. Enfrentó a los vándalos y alanos asentados en Hispania contra un ejército imperial dirigido por Castino y reforzado con tropas visigodas.

## Antecedentes
La campaña desarrollada entre los años 416 y 418 por los visigodos en Hispania bajo órdenes del gobierno imperial había permitido a este recuperar el control de las provincias de Bética, Lusitania y Cartaginense y dejar a los restos de los invasores arrinconados en la de Gallaecia. Los diferentes grupos que habían entrado en la península en 409 (vándalos asdingos, vándalos silingos, alanos de Ataces, alanos de Respendial y suevos) quedaron reducidos a dos: los suevos y los vándalos asdingos, estos últimos mucho más poderosos que antes al unírseles los restos de silingos y alanos derrotados en la citada campaña de recuperación de Hispania.
En 419, los vándalos elevaron a emperador a Máximo de Hispania y atacaron a los suevos con el fin de aumentar su territorio lo que llevó al Imperio occidental a enviar un ejército al mando de Asterio que los derrotó y pudo capturar a Máximo.  Los romanos cometieron, entonces, el error de darse por satisfechos con este resultado y no persiguieron a los vándalos que pudieron huir a la Bética donde quedaron instalados en 420. Dos años después, en 422, y tras acabar con una incursión de los francos en el medio Rin, el Imperio decidió enviar un ejército para acabar con los vándalos y recuperar la provincia.

## Desarrollo

### Preparación de la campaña
Castino había retornado a Rávena con el ejército tras conseguir expulsar a los francos pero, mientras llegaba, falleció Constancio III coemperador con Honorio y hombre fuerte del Imperio occidental. Tras su muerte se desató una guerra de poder dentro del gobierno en la que su viuda intentó imponer a Bonifacio como jefe del ejército en detrimento de Castino, quien había sido un seguidor de Constancio III. Castino, sin embargo, acababa de derrotar a los francos y tuvo que tener más apoyos en el gobierno por lo que fue designado magister militum y se le dio el mando de la campaña contra los vándalos. Bonifacio fue asignado como su ayudante o subordinado pero surgieron disensiones entre ellos que llevaron a que este abandonase Rávena y se trasladase a África.
Para realizar la campaña se utilizó el principal grupo del ejército, el situado en Italia y para reforzarlo se requirieron unidades a los visigodos instalados en Aquitania quienes, en virtud del tratado de asentamiento, estaban obligados a proporcionarlas cuando el Imperio las necesitase. Se unieron ambos contingentes de camino a Hispania y juntos se dirigieron por tierra hacia la Bética formando un numeroso ejército capaz de hacer frente a los 15 000 efectivos que sumaban los vándalos y los alanos.

### Enfrentamiento contra los vándalos
No hay constancia de en qué lugar de la Bética se enfrentaron ambos ejércitos. Las tropas romanas tuvieron éxito en la primera batalla y consiguieron vencer, aunque no completamente, a los vándalos y alanos que se retiraron perseguidos por los romanos quienes, finalmente, pudieron rodearles y tenerlos a su merced. El ejército imperial mantuvo el cerco sin atacar a la espera de que la falta de suministros hiciese que los vándalos y alanos se rindiesen. Estos, por su parte, eran conscientes de que no podían esperar ninguna piedad porque era la tercera ocasión en que el Imperio emprendía una campaña para doblegarlos y ahora tenía la intención de acabar con ellos de una vez por todas.
Surgió, entonces, una división de opiniones dentro del mando imperial. Castino era partidario de atacar a los sitiados sin esperar a que estos se rindiesen, lo que era un cambio en la estrategia habitual que había seguido el ejército romano desde Estilicón frente a grandes ejércitos bárbaros consistente en usar tácticas fabianas para salvaguardar las tropas romanas cuanto fuese posible.  Parece ser que Castino quería obtener una gran victoria que le ayudase en la lucha de poder que había surgido dentro del gobierno imperial tras la muerte de Constancio III y convertirse, así, en el nuevo gobernante de facto. El contingente visigodo no estuvo de acuerdo en ello porque no quería sufrir bajas por las luchas internas de los romanos y decidieron abandonar a Castino y retornar a Aquitania.
A pesar de la falta de tropas visigodas, Castino no cambió de opinión y atacó a los vándalos y alanos sin esperar a su rendición. Estos, lucharon con la fuerza de la desesperación y consiguieron derrotar a los romanos de una manera tal que aniquilaron a la mayor parte de su ejército. La Chronica Gallica indica que las bajas sufridas por el ejército imperial fueron de casi 20 000 hombres. Castino pudo salvarse del desastre y con las tropas supervivientes huyó a Tarraco.

## Consecuencias y acontecimientos posteriores
Si la información que proporcionan las fuentes es correcta, la cifra de bajas sufrida por el ejército romano convertiría a esta campaña en la peor derrota desde la batalla de Adrianópolis. El historiador Andrew Merrills la califica como una de las batallas más decisivas en la historia del Imperio romano occidental. La posibilidad de un contraataque romano quedó abortada cuando, al año siguiente, murió el emperador Honorio sin sucesor y se desató una nueva guerra civil. Los vándalos y alanos quedaron firmemente instalados en la Bética desde donde, sin oposición militar significativa, lanzaron incursiones sobre las Islas Baleares y Mauritania en 425. El siguiente 426, tomaron el puerto de Cartagena y saquearon la ciudad de Hispalis. Tres años después, en 429, atravesaron el estrecho de Gibraltar e iniciaron una nueva guerra contra el Imperio que les acabaría dando el control de la diócesis de África lo que sería determinante para la desaparición final del mismo.